# Васюган
Васюга́н (рос. Васюган) — річка в Росії, ліва притока Обі, тече в Томській області Васюганською рівниною.

## Фізіографія
Васюган починається у Васюганських болотах поблизу межі Томської і Новосибірської областей. Спочатку тече на північний захід; після впадіння лівої притоки Чертали русло повертає на північ, а нижче села Катильга — на захід. Після цього Васюган тече ще близько 300 км у переважно західному напрямку до впадіння в Об. Васюган впадає в Об кількома рукавами; за гирло приймається рукав, що вливається в Об за 11 км нижче села Каргасок (45 м над рівнем моря). Поблизу від гирла русло річки має близько 190 м завширшки і глибину до 2,3 м, швидкість течії 0,8 м/с.
Характер річки рівнинний на всьому протязі, річище дуже звивисте. У верхів'ях береги низькі і заболочені, заплава дуже широка; у середній течії висота берегів збільшується; у низов'ях багато островів та мілин. Долина рясніє дрібними озерами та старицями.

## Гідрологія
Довжина річки 1082 км, площа водозбірного басейну 61 800 км². Середньорічний стік, виміряний у селі Наунак (63 км від гирла), становить 328 м³/c. Мінімум спостерігається у лютому (81,6 м³/c), максимум — у червні (951 м³/c). Живлення снігове і дощове. Замерзає у листопаді, скресає у травні. Головні притоки: Чертала, Ягил'ях — ліві, Нюролька, Чижапка — праві.

## Інфраструктура
Річка судноплавна на 593 км від гирла (до Нового Васюгана) . Її права притока Нюролька судноплавна на 60 км від гирла.
В басейні Васюгана існують значні родовища нафти та природного газу.
Населенні пункти на річці: Майськ, Новий Васюган, Айполово, Новий Тевріз, Середній Васюган, Стара Березовка, Усть-Чижапка, Наунак, Велика Грива, Староюгіно, Новоюгіно, Бондарка, селище Нафтовиків.